# أنيكا الرحمن
أنيكا رحمان (بالإنجليزية: Anika Rahman) محامية بنغلاديشية أمريكية وقائدة لحقوق الإنسان والعدالة الاجتماعية. وهي داعية بارزة للنهوض بالمجتمعات المهمشة والضعيفة في جميع أنحاء العالم. تتركز خبرتها على حقوق الإنسان والمرأة والصحة والتنمية الاقتصادية.

ولدت رحمن في بنغلادش وأثارتها ثلاث «نساء ذوات إرادة قوية» بعد أن طلق والدها والدتها وسرعان ما تخلت عن أسرتها انتقلت إلى الولايات المتحدة لدراسة العلاقات الدولية أصبحت مواطنة أمريكية في عام 1997 حصلت على درجة البكالوريوس من كلية وودرو ويلسون للشؤون العامة والدولية في جامعة برينستون، وحصلت على شهادة الدكتوراه من كلية الحقوق في جامعة كولومبيا، قبل أن تنضم إلى مكتب المحاماة كليري، وغوتليب، وستين وهاملتون.
حصلت أنيكا على جائزة «21 زعيمة للقرن الحادي والعشرين» من قبل ومينز إي نيوز في عام 2009، وكذلك جائزة لورنس إيه. في من أجل المسؤولية الاجتماعية من كلية الحقوق في كولومبيا في عام 2002. في عام 2018، تم الاعتراف بها كواحدة من 21 امرأة في الشتات  اللواتي يلهمن القادة، ويمكّنن زملائهن من النساء، جنبا إلى جنب مع صانعي التغيير العالميين الآخرين مثل مالالا يوسفزاي. كما تم تكريم أنيكا كرائدة في مجال حقوق المرأة في حفل ميرا برادويل السنوي رقم 38 لجمعية نساء كولومبيا للقانون في عام 2018  ، وهو حدث يهدف إلى النهوض بمراكز المرأة في مهنة المحاماة والمجتمع ككل.
أنيكا عضو في مجلس العلاقات الخارجية.

## العمل
الرحمن هي قائدة ذات خبرة في المنظمات الغير ربحية وهي تقدم المشورة في الوقت الحالي بشأن التخطيط الاستراتيجي، وجمع التبرعات، والدعوة، والإدارة العامة، وتوفير التدريب على القيادة. وهي كاتبة مساهمة في النشرات الرقمية الرائدة، بما في ذلك HuffPo و Bustle. وكثيراً ما تكتب عن القضايا المعاصرة مثل حقوق الإنسان، والمساواة بين المرأة، والحقوق الإنجابية، والتنمية المستدامة.
سابقا، كانت رحمن نائب رئيس التنمية في تحالف الغابات المطيرة. من فبراير 2011 إلى أغسطس 2013، شغلت منصب الرئيس والمدير التنفيذي لمؤسسة السيدة للنساء  خلال فترة ولايتها، أطلقت منظمة حقوق المرأة حملة جديدة لتغيير العلامة التجارية وركزت على ثلاث قضايا وطنية رئيسية. وقبل ذلك، من 2004 إلى 2010، كانت رئيسة أصدقاء صندوق الأمم المتحدة للسكان، وهي منظمة غير حكومية تدعم عمل صندوق الأمم المتحدة للسكان. خلال فترة ولايتها، قامت بحملة من أجل إعادة تمويل حكومة الولايات المتحدة لصندوق الأمم المتحدة للسكان. في عام 2009، استأنف الرئيس أوباما دعم الحكومة الأمريكية لصندوق الأمم المتحدة للسكان. كانت رحمن أيضاً المدير المؤسس للبرنامج القانوني الدولي لمركز الحقوق الإنجابية، حيث عملت من عام 1993 إلى عام 2002. وكانت مدعية في دعوى قضائية في عام 2002 تتحدى قاعدة غاغ العالمية، والمعروفة أيضًا في سياسة مكسيكو سيتي وهي المؤلفة المشاركة مع ناهد طوبيا، من تشويه الأعضاء التناسلية الأنثوية: دليل عملي للقوانين والسياسات العالمية (2000)، نشرته دار الكتب زيد.

## الجوائز
حصلت أنيكا على جائزة «21 زعيمة للقرن الحادي والعشرين» من قبل ومينز إي نيوز في عام 2009، وكذلك جائزة لورنس إيه. في من أجل المسؤولية الاجتماعية من كلية الحقوق في كولومبيا في عام 2002. في عام 2018، تم الاعتراف بها كواحدة من 21 امرأة في الشتات  اللواتي يلهمن القادة، ويمكّنن زملائهن من النساء، جنبا إلى جنب مع صانعي التغيير العالميين الآخرين مثل مالالا يوسفزاي. كما تم تكريم أنيكا كرائدة في مجال حقوق المرأة في حفل ميرا برادويل السنوي رقم 38 لجمعية نساء كولومبيا للقانون في عام 2018  ، وهو حدث يهدف إلى النهوض بمراكز المرأة في مهنة المحاماة والمجتمع ككل.
أنيكا عضو في مجلس العلاقات الخارجية.

## الفهرس
Rahman, A., ed., series entitled “Women of the World: Laws and Policies Affecting Their Reproductive Lives,” covering Anglophone Africa, Central and Eastern Europe, Francophone Africa, Latin America and the Caribbean, The Center for Reproductive Rights (1997-2002).
Rahman, A. and Pine, R., “An International Human Right to Reproductive Health Care: Towards Definition and Accountability,” 1 Journal of Health and Human Rights, 401 (1995).
Rahman, A., “Towards Government Accountability for Women's Reproductive Rights,” 69 The St. John's Law Review 203 (1995).
Rahman, A., “Women's Rights Versus Religious Rights in India: A Test Case for International Human Rights Law,” 28 Columbia Journal of Transnational Law 472 (1990).